# Kemper Wurstwaren
Die H. Kemper GmbH & Co. KG war ein deutscher Wurst- und Fleischwarenhersteller. Das Unternehmen ging 2020 im Rahmen einer Fusion mit dem Wettbewerber Reinert in der Unternehmensgruppe The Family Butchers auf.

## Geschichte
Das Unternehmen wurde 1888 von Hermann Kemper gegründet und wurde bis in die fünfte Generation familiengeführt.
2014 verhängte das Bundeskartellamt gegen 21 Wurstunternehmen (das sogenannte Wurstkartell), darunter H. Kemper, eine dreistellige Millionenstrafe wegen illegaler Preisabsprachen.
2018 erwirtschaftete die Unternehmensgruppe EU-weit einen Umsatz von ca. 415 Mio. Euro, davon ca. 330 Mio. Euro in Deutschland.

### 2020 Fusion zu The Family Butchers
Im Jahr 2019 beschlossen Kemper und der bisherige Wettbewerber Reinert, mit Wirkung zum Jahreswechsel auf 2020 zu fusionieren. Das Bundeskartellamt genehmigte das Vorhaben im November 2019.
Das aus der Fusion hervorgegangene Unternehmen mit der Bezeichnung The Family Butchers (TFB) ist das zweitgrößte Fleischverarbeitungsunternehmen in Deutschland hinter der Tönnies-Gruppe. Es verfügt über einen Marktanteil zwischen 10 und 20 Prozent, einen Jahresumsatz von über 700 Millionen Euro, neun Verarbeitungsstätten und rund 2600 Mitarbeiter. Die Inhaberfamilien Kühnl und Reinert der Ursprungsunternehmen halten je die Hälfte der Anteile.

## Trivia
Auf dem Firmengelände wurde im September 2017 der letzte Zug der Transrapid-Baureihe, der Transrapid 09, aufgestellt. Die Familie Kemper, aus der Hermann Kemper, der Erfinder der Magnetschwebebahn, entstammte, hatte ihn für 200.001 € ersteigert. Die drei je 25 m langen Sektionen des Zuges sollen als Konferenz- und als Ausstellungsräume zur Geschichte des Transrapid genutzt werden.